# A Revolta (1927)
A Revolta : pela reorganização da República, pela legalidade contra a tirania foi publicado em Lisboa,  no ano de 1927, como veículo de resistência à ditadura portuguesa instaurada após a vitória do Golpe de 28 de Maio de 1926 que deixara suspensa a Constituição da República Portuguesa de 1911, encerrado o parlamento e abolidas as liberdades cívicas, fazendo alusão, na primeira página, aos homens que lutaram na revolta de fevereiro de 1927. Pertence à rede de Bibliotecas municipais de Lisboa.